# Erik Ullvin
Erik Ullvin, född 25 augusti 1768 i Örberga församling, Östergötlands län, död 25 juni 1846 i Drothems församling, Östergötlands län, var en svensk präst.

## Biografi
Erik Ullvin föddes 1768 i Örberga församling. Han var son till rusthållaren Lars Farmansson och Anna Catharina Ullberg på Ullevi. Ullvin studerade i Vadstena och Linköping. Han blev höstterminen 1788 student vid Uppsala universitet och prästvigdes 2 november 1793. Ullvin blev 22 januari 1794 brunnspredikant vid Medevi brunn och 12 april 1799 huspredikant på Stjärnorps slott. Han blev 8 augusti 1804 komminister i Kärna församling, tillträdde 1805 och 4 maj samma år vice pastor i församlingen. Ullvin blev 17 oktober 1810 komminister i Vikingstads församling, tillträdde direkt och avlade 21 februari 1821 pastoralexamen. Han blev 3 juli 1822 kyrkoherde i Drothems församling, tillträdde 1823. Ullvin avled 1846 i Drothems församling.

### Familj
Ullvin gifte sig 28 april 1803 med Catharina Segerström (1772–1846). De fick tillsammans barnen Anna Charlotta Ullvin som var gift med kyrkoherden Jean Wathier de Besche i Drothems församling, Sophia Ulrica Ullvin som var gift med komministern Carl Adolf Gustafsson i Varv och Styra församling, Christina Lovisa Ullvin som var gift med komministern i Skärkinds församling och Eric August Farman Ullvin (1810–1820).